# Graves ac diuturnae
Graves ac diuturnae ist eine Enzyklika von Papst Pius IX. Mit diesem Rundschreiben an den Klerus in der Schweiz und an die Bevölkerung der Schweiz vom 23. März 1875 schreibt er „über die Kirche in der Schweiz“. Der Papst verdammt die Altkatholiken (in der Schweiz: Christkatholiken) und die „anti-katholischen“ Ehegesetze und ermahnt die Geistlichen zum treuen Gehorsam.

## Einleitung
In seinen Eingangsworten stellt er fest, dass die neuen Ketzer, welche sich Altkatholiken nennen würden, versuchten, die Gläubigen zu täuschen und anstrebten sie aus dem Land verdrängen zu wollen. Diese Ketzer würden die Gunst der Behörden genießen, um ihre „bösartige Sekte“ in der Region von Basel auszuweiten, und sie nützten die Religionsfreiheit dazu, schismatische Gesetze zu unterstützen.

## Betrügerische Merkmale
Die von den Altkatholiken geschaffenen neuen Regeln bezeichnet Pius IX. als Lügen und Täuschungen, er verdammt die Auflehnung der „ketzerischen“ Priester und unterstrich dieses mit der Aussage, dass  es seit jeher ein besonderes Merkmal der Häretiker und Abtrünnigen sei, durch Lügen und Täuschungen zu agieren. Es sei auch Tatsache, dass sie sich weigerten, das oberste göttliche Vorrecht des Stellvertreters Jesu Christi auf Erden anzuerkennen.

## Verurteilung
Papst Pius IX. bemängelt, dass an der Universität Bern bereits einige dieser Ketzer die heilige Theologie lehren würden, sie würden gegen die Glaubenslehren verstoßen und sich gegen die Definitionen des Ökumenischen Vatikanischen Konzils (1870)  auflehnen. Dieses habe er bereits mit seinem Schreiben von 1873 angekündigt und Exkommunikationen ausgesprochen. Aus diesen Gründen warnte Pius IX. vor jeglichen Umgang mit den Abtrünnigen und verbot alle Geschäftsverbindungen und Treffen.

## Ehegesetze
Auf die neuen, vom Papst als „antikatholisch“ bezeichneten, Ehegesetze geht er wie folgt ein: Diese Gesetze richten sich zutiefst gegen die Autorität und Zuständigkeit der Kirche. Wie er bereits in mehreren Schreiben und Allokutionen angesprochen habe, betone er nochmals, das Sakrament der Ehe, welches in Übereinstimmung mit dem kanonischen Recht steht, als eine heilige Macht. Diese Beurteilung der Heiligkeit und die Macht der Ehe würde nämlich verhindern, dass die menschliche Gesellschaft auseinanderfalle.

## Gehorsam und Gebet
Er wandte sich schließlich auch an die gläubigen Christen in der Schweiz, um sie vor den Folgen des Verfalls zu warnen. Er exhortierte die Gläubigen, ihre alte Religion, die sie von ihren Vorfahren erhalten hätten, zu bewahren. Die Katholiken forderte er zur Treue und zum Gehorsam gegenüber ihren vom Apostolischen Stuhl legitimierten Hirten. Abschließend erbittet der Papst den Segen Gottes und fordert alle zum gemeinsamen Gebet, innerhalb des Monats Mai, für den Zusammenhalt auf.